# Ruta europea E134
La E134 (En noruego: Europavei 134) es una carretera europea que cruza Noruega comenzando en el aeropuerto de Haugesund, Karmøy cerca de la ciudad de Haugesund en la costa oeste, pasando por Haukeli, por la ciudad de Drammen y terminando en Vassum en lado este del túnel de Oslofjord.
Con el punto más alto a 1.085 metros (3.560 pies) sobre el nivel del mar, la carretera es sensible a las condiciones de la nieve y al mal tiempo durante la temporada de invierno, durante la cual las secciones montañosas, especialmente cerca del centro de esquí de Haukelifjell, pueden estar cerradas en períodos cortos. El tramo de carretera que atraviesa las montañas se llama Haukelifjell.

## Ruta

### Condado de Rogaland
- Municipio de Karmøy:
  - : Aeropuerto de Haugesund.
  - : Puente de Karmsund.
- Municipio de Haugesund.
- Municipio de Karmøy.
- Municipio de Tysvær.
  - Pueblo de Aksdal.
  -  sur a Stavanger
  - Las carreteras  y  comparten trazado durante unos 6 kilómetros (3,7 millas).
  -  norte a Bergen.
- Municipio de Vindafjord:
  - Pueblo de Skjold.
    - Se construyó una nueva carretera y un túnel alrededor de Skjold, que fue inaugurado en 2015.

  - Pueblo de Ølensjøen.

### Condado de Vestland
- Municipio de Etne:
  - Pueblo de Etnesjøen.
  - Túnel de Åkrafjord: 7.404 metros (24.291 pies).
  - Túnel Markhus: 2.405 metros (7.890 pies).
  - : Cascada Langfossen.
  - Túnel de Fjæra: 1.518 metros (4.980 pies).
  - Túnel de Rullestad: 2.947 metros (9.669 pies).
- Municipio de Ullensvang:
  -  (Rv13) a Skare y Odda.
  -  Túnel de Seljestad: 1.272 metros (4.173 pies).
  -  Túnel de Røldal: 4.657 metros (15.279 pies).
  -  Túnel de Horda: 475 metros (1.558 pies).
  - Pueblo de Håra.
  - Pueblo de Røldal.
  -  Túnel de Austmannali: 903 metros (2.963 pies).
  -  Túnel de Haukeli: 5682 metros (18,642 pies) - reemplazó al Viejo Dyrskartunnel.
  -  Haukelifjell.

### Condado de Vestfold og Telemark
- Municipio de Vinje:
  - Pueblo de Vinje:
    - Túnel de Vågslid: 1.647 metros (5.404 pies).
    - Centro Haukeli.
    -  (Rv9) al distrito de Setesdalen.
    - Åmot centro.
- Municipio de Tokke:
  - Pueblo de Høydalsmo.
- Municipio de Kviteseid:
  - Pueblo de Brunkeberg:
    - Rv41 al pueblo de Kviteseid.
- Municipio de Seljord:
  - Pueblo de Seljord:
    -  (Rv36) al municipio de Bø.

  - Pueblo de Flatdal:
    - Túnel de Mælefjell : ↓ 9.500 metros (31.200 pies).
- Municipio de Hjartdal:
  - Pueblo de Hjartdal:
    - Túnel de Mælefjell: ↑ 9.500 metros (31.200 pies).

  - Pueblo de Sauland.
- Municipio de Notodden:
  - Pueblo de Heddal.
  - Ciudad de Notodden.

### Condado de Viken
- Municipio de Kongsberg:
  - Ciudad de Kongsberg.
- Municipio de Øvre Eiker:
  - Ciudad de Hokksund.
- Municipio de Drammen:
  - Pueblo de Mjøndalen.
  - Túnel Strømsås: 3.496 metros (11.470 pies).
  - Ciudad de Drammen:
- Municipio de Lier.
- Municipio de Asker:
  - Túnel de Elgskauås: 2.630 metros (8.630 pies).
  - Túnel de Oslofjord: 7.273 metros (23.862 pies).
- Municipio de Frogn:
  -  (fin de la ).

## Historia
Una carretera sobre la montaña a lo largo de esta ruta se abrió por primera vez en 1889. En 1968, se abrió el túnel Haukeli (5,6 km (3,5 millas)) que permite un tráfico confiable en invierno.
La carretera se numeró como ruta europea E76 antes de 1992, cuando se revisó el sistema de numeración de todas las rutas europeas en los países nórdicos. Inicialmente, no había espacio para él en el sistema, y la carretera pasó a llamarse Carretera Nacional Noruega (Rv11). Debido a los deseos locales y al constante aumento del estándar de la carretera durante la década de 1990, nuevamente recibió el estatus de ruta europea, con la numeración .
La ruta tiene muchos túneles, especialmente en los tramos montañosos de las partes central y occidental, especialmente a lo largo del Åkrafjorden, donde pasa la cascada Langfossen. Antes de la apertura de los túneles, algunas de las secciones de la carretera del fiordo eran bastante empinadas y muy estrechas; alrededor de 5 metros (16 pies) de ancho. Esto fue mucho menos que el requisito mínimo de 8.5 metros (28 pies) para las rutas europeas, y muy por debajo del requisito mínimo para permitir el paso de dos camiones. Durante la década de 2010, se ha planificado una nueva serie de mejoras para mejorar aún más la carretera en el área de Seljord - Hjartdal, así como en Vindafjord.
En 2018, la  se amplió 40 kilómetros (25 millas), para incluir el Túnel de Oslofjord, dejándolo terminar en Vassum en la ruta europea  en el municipio de Frogn en el este de Noruega.

## Lugares de interés
La carretera pasa cerca de varios lugares de interés:
- Iglesia de madera de Heddal.
- Silvermine en Kongsberg.
- Museo del esquí en Morgedal.
- Antiguo hotel Haukeliseter.
- Iglesia de madera de Røldal.

## Condiciones de la carretera
Al conducir por la carretera, es posible ver muchas de las siguientes palabras en las señales o en los sitios web sobre el estado de la carretera:
- Haukelifjell = El paso de montaña principal en , justo al sur de la meseta montañosa de Hardangervidda.
- Midlertidig stengt = Temporalmente cerrado
- Kolonnekjøring = Conducir en fila solo después de un camión quitanieves.
- Nattestengt = Cerrado por la noche.
- Vegarbeid = Obras viales.
- Kjøreforhold = Condiciones de conducción.
- Snø / snødekke = Camino nevado.
- Is / isdekke = Camino helado.
- Glatt = Resbaladizo.
- Bart = Camino sin pavimento.
- Vått = Camino mojado.
- Tarifa para elg = Cuidado con los alces.

- Datos: Q1589334
- Multimedia: E134 / Q1589334